# Méhi megállóhely
Méhi megállóhely Méhin, a Rimaszombati járásban van, melyet a Železničná spoločnosť Slovensko a.s. üzemeltetett. 2012. december 9-én megszűnt a regionális forgalom a vonalon.

## Vasútvonalak
Az állomást az alábbi vasútvonalak érintik:
- Zólyom–Kassa-vasútvonal

## Kapcsolódó állomások
A vasútállomáshoz az alábbi állomások vannak a legközelebb:
- Kövecses megállóhely
- Tornalja vasútállomás

## Története
A megálló az 1914-es menetrendben még nem szerepel. 2012. december 9-én megszűnt a regionális forgalom a vonalon.